# Bieruń
Bieruń (udtale: [ˈbʲɛruɲ], tysk: Berun, schlesisk: Bieruń)
er en by i  den   sydøstlige  del af  voivodskabet Schlesien i  det sydlige Polen. Byen   har 19.100(2021) indbyggere og et areal på 	40,49 km², og er en del af powiatet Bieruń-Lędziny. 

## Historie
Området blev en del af den nye polske stat i det 10. århundrede. Efter fragmenteringen af Polen udgjorde det en del af forskellige Piast-regerede provinshertugdømmer i Polen, bl.a. Opole og Racibórz. Bieruń Stary var stedet for et Motte-and-bailey-borg fra det 13.-14. århundrede, som nu er et arkæologisk område.
I det 14. århundrede gik det under bøhmisk styre. Bebyggelsen Berouna blev første gang nævnt i et skøde fra 1376. Navnet er højst sandsynligt relateret til den, på samme måde stavet, slaviske guddom Perun, rester af dets kultiske sted, der stadig er til stede i nærliggende Lędziny. Přemyslidhertugen af Racibórz, John 2., tildelte det byprivilegier i 1387 Senere vendte den tilbage til de polske hertuger fra Piast-dynastiet som en del af det forenede Hertugdømmet Opole og Racibórz. Efter udryddelsen af Opole-linjen af Piasterne, i 1532, blev Bieruń indlemmet af Habsburg-monarkiet.